# 2,5-Millimeter-Band
Als 2,5-Millimeter-Band bezeichnet man den Frequenzbereich von 122,25 bis 123 GHz. Er liegt innerhalb des Mikrowellenspektrums im Bereich EHF („extrem hohe Frequenz“, Millimeterwelle). Der Name leitet sich von der ungefähren Wellenlänge dieses Frequenzbereiches ab. Dieser Frequenzbereich ist dem Amateurfunkdienst zugewiesen.
Die Streckendämpfung durch die Erdatmosphäre beschränkt die Wellenausbreitung auf diesem Band sogar stärker als im 2-Millimeter-Band.